# Ocnogyna
Ocnogyna is een geslacht van vlinders van de familie spinneruilen (Erebidae), uit de onderfamilie Arctiinae.

## Soorten
- O. advena Fabricius, 1787
- O. afghanicola Ebert, 1974
- O. anatolica Witt, 1980
- O. andresi Draudt, 1931
- O. atlanticum H. Lucas, 1853
- O. banghaasi Staudinger, 1895
- O. berytta Staudinger, 1895
- O. boeticum Rambur, 1836
- O. corsica (Rambur, 1832)
- O. corsicum Rambur, 1832
- O. chinensis grm-gr, 1900
- O. herrichi Staudinger, 1878
- O. houlberti Oberthür, 1911
- O. jelski Oberthür, 1881
- O. latreillii Godart, 1822
- O. leprieuri Oberthür, 1878
- O. loewii (Zeller, 1846)
- O. masseuroi Turati, 1930

- O. mauritanicum H. Lucas, 1849
- O. mutabilis Turati
- O. nordstroemi Brandt, 1947
- O. oberthüri Rothschild
- O. paradalina Püngeler, 1898
- O. parasita (Hübner, 1790)
- O. pierreti Rambur, 1841
- O. pudens H. Lucas, 1853
- O. solitaria Ebert, 1974
- O. sordida Igel, 1932
- O. zoraida (Graslin, 1837)